# ヒルクライム (自動車)
ヒルクライム (仏: course de côte、英: hill climb) は、スタート地点よりもフィニッシュ地点の標高が高いコースの走破時間を競う自動車レースである。

## 概要

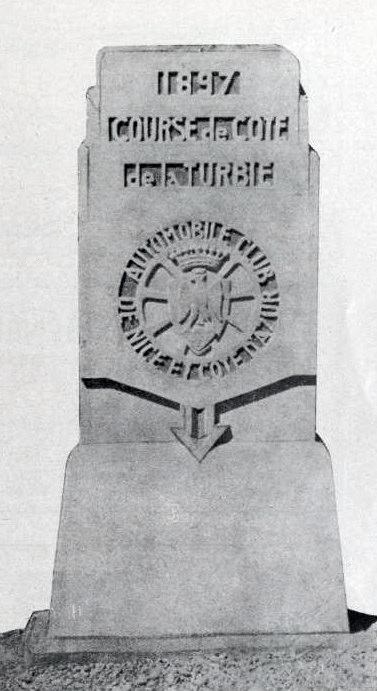
初開催を記念する石碑

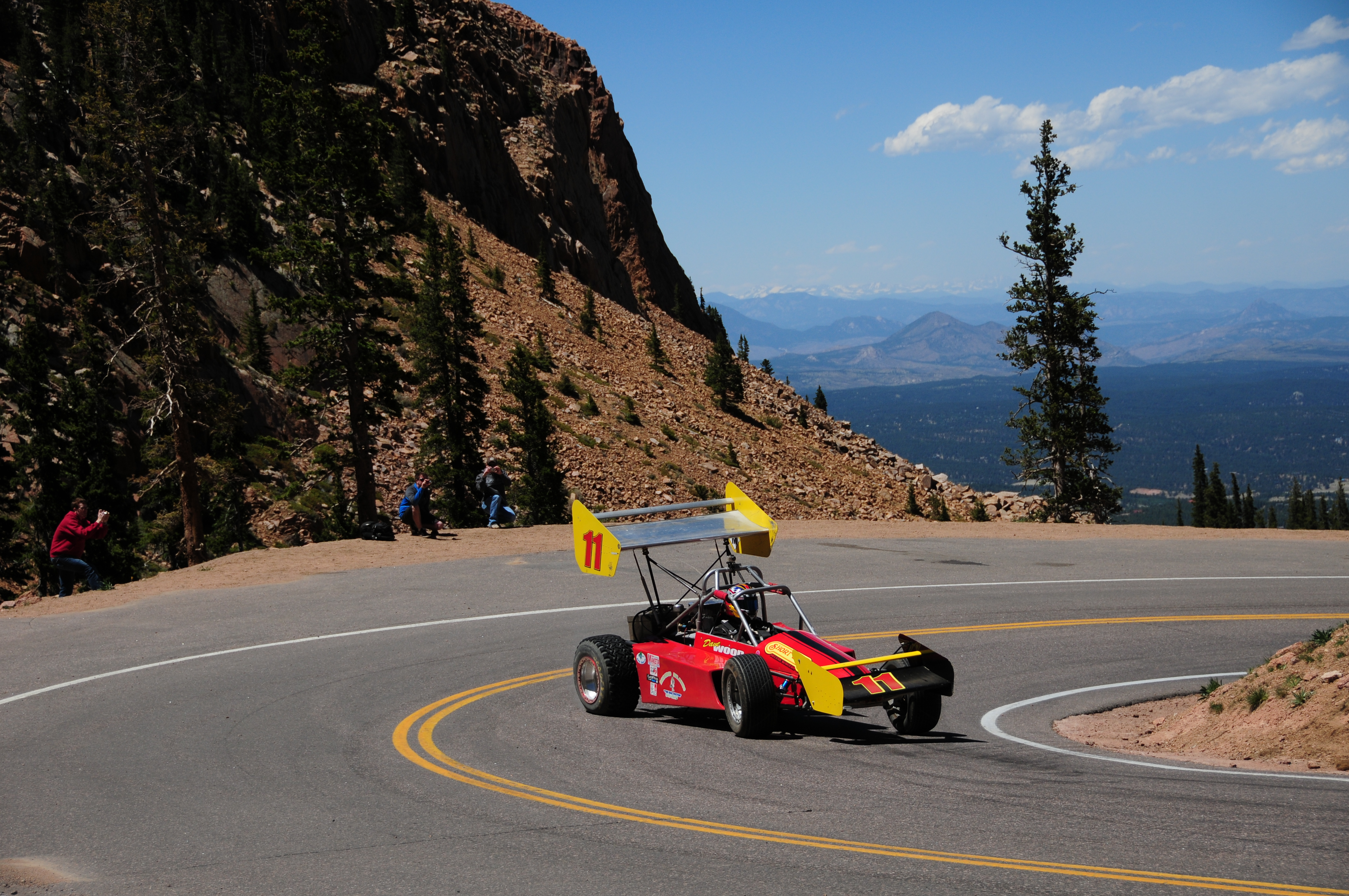
パイクスピーク国際ヒルクライム

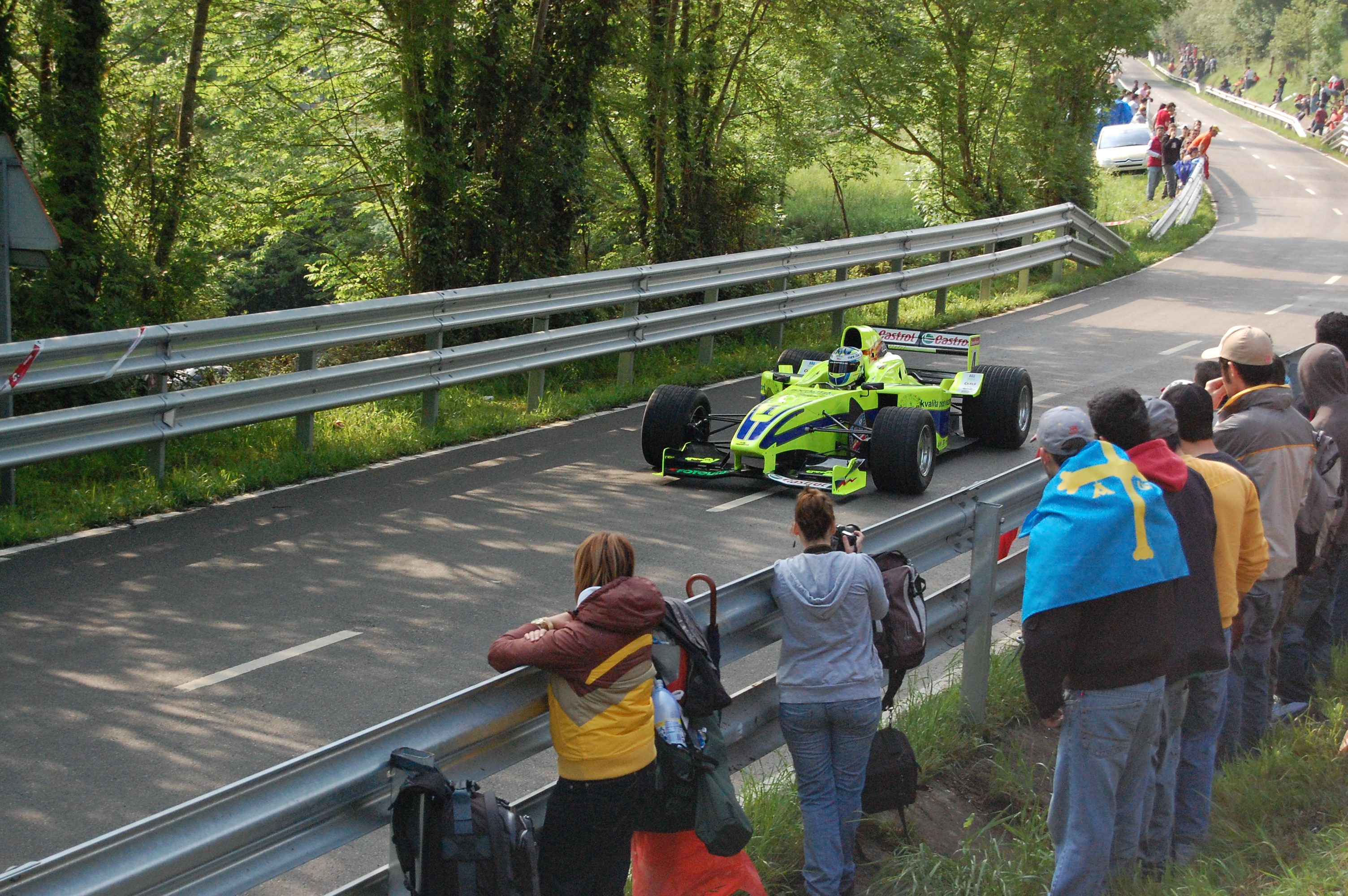
欧州ヒルクライム選手権

丘陵や山岳の公道を閉鎖して行われる。コースはスタート地点よりもフィニッシュ地点の標高が高くなるように設定された数キロメートルから十数キロメートルのオープンロードである。
参加車両はツーリングカーから単座席レーシングカーまで多様であり、個別大会によってはトラックなども参加できる。サーキットロードレースではフォーミュラレーシングカーに代表される単座席レーシングカーは他の類型車両と競合することはないが、ヒルクライムではスポーツカーやシルエットタイプカーと直接競合する。
欧米での歴史は古く、1897年に最古といわれるラ・テュルビーヒルクライム (Course de  Côte de la Turbie) がフランスで行われ、1916年には今日 (2019年現在) に続くパイクスピーク国際ヒルクライムが米国で行われている。また自動車スポーツの国際選手権では世界初となる欧州ヒルクライム選手権 (現、FIA欧州ヒルクライム選手権) が1930年から始まっており、1963年から1965年までイタリア、ドイツ、スイスの著名なヒルクライム6大会がグランドツーリング製造者世界選手権 (製造者の国際選手権) へ毎年度4戦ずつ組み入れられ、続く1966年と1967年のスポーツカー国際選手権にも1戦が組み入れられていた。
欧州では黎明期からスポーツカー製造者が積極的に関与した結果、ロードレース用とは異なる専用スポーツカーが多く開発されることとなり、これがグループCN「プロダクションスポーツカー」に受け継がれている。
大会によってはモーターサイクルの部門を設置している場合がある。

## コース
競技期間中のみ公道を閉鎖して仮設される。

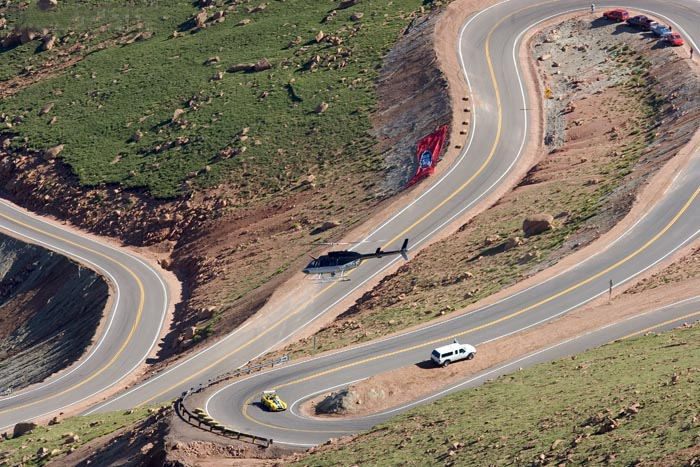
パイクスピーク国際ヒルクライムのコース

ヒルクライムコースの定義は、スタート地点よりもフィニッシュ地点の標高が高いことのみであり数値基準は一切ない:1が、FIA欧州ヒルクライム選手権のシリーズに組み込まれるレースについては全長5キロメートル (km) 以上18 km 以下、コース全体の平均勾配5パーセント (%) 以上、勾配2.4 %に満たない区間 (緩勾配、平地、下り) の合計距離がコース全長の10 %を超えてはならないとされている:2。ちなみに米国のパイクスピーク国際ヒルクライムは全長12.42マイル (19.99 km)、平均勾配は標高差4720フィート (1439メートル) であることから7.214 %であり、最古のヒルクライムといわれるラ・テュルビーヒルクライムの第3回大会 (1899年) は全長16.19 km、全体の平均勾配は標高差487メートル (m) であることから3.009 %となるが、コース最高標高の12 km地点まではスタートからの標高差が540 mであることから4.505 %である。
この他にコース幅員が原則5 m以上を確保し、良好なアスファルト舗装であることが条件とされる:2。
峠道に設営されるためサーキットロードと比較して、カーブの曲率がはるかに小さく、直線区間も同様に短い。安全設備は仮設できる範囲のものにとどまる。

## 競技方式
全参加車両がスタートラインから一定時間差をもって個別にスタンディングスタートし:9、フィニッシュラインに達するまでの所要時間を計測する。フィニッシュラインは走り抜ける (フライングフィニッシュ):11。順位は所要時間の多寡で決する。
車両類型別に複数の部門に分割され、想定所要時間が多くかかる (平均速度が遅い) 部門から競技を開始するのが一般的である:9。

## 主なヒルクライム
- パイクスピーク国際ヒルクライム
- エッチェオモ・シュテルンベルク (FIA欧州ヒルクライム選手権)
- トレント-ボンドーネ (FIA欧州ヒルクライム選手権)
- サンテュルサンヌ-レ・ランジェ国際ヒルクライム (FIA欧州ヒルクライム選手権)